# سر فیلی

گل فیلی در استان گیلان

سر فیلی، آتشک (نام علمی: Rhynchocorys elephas) گلی است زرد رنگ و بسیار زیبا به شکل و سیما و خرطوم فیل که به همین جهت به آن گل فیلی گویند. موسم گل‌دهی آن در استان گیلان،استان مازندران و استان گلستان اوایل فروردین ماه بوده و به فراوانی در چمن‌زارها و حاشیه باغ‌ها و جاده‌ها و مناطق جلگه‌ای شمال ایران می‌روید.
دو گونه R. elephas و R. maxima بسیار همانند هم هستند و آن‌ها را تنها می‌توان از روی نشانه‌های اندکی چون طول پایک از هم تشخیص داد.